# Androtanais beebei
Androtanais beebei is een naaldkreeftjessoort . De wetenschappelijke naam van de soort is voor het eerst geldig gepubliceerd in 1925 door Van Name.